# Smoushond olandese
Lo smoushond olandese (Hollandse Smoushond, Dutch Ratter) è un cane a taglia piccola, discendente dal terrier ed utilizzato per eliminare ratti e topi in Germania e Paesi Bassi. Esso è considerato come parente dello schnauzer. Risulta estremamente raro incontrarlo fuori dai Paesi Bassi, suo paese d'origine.

## Aspetto
Lo  smoushond olandese è di piccola taglia, raggiungendo un peso massimo di 10 kg ed una lunghezza di 43 cm. Il suo mantello impermeabile è ruvido e peloso, e varia in tutte le tonalità di colore giallo. La caratteristica forma della testa è ampia e corta, con le orecchie a goccia situate in alto sulla testa.

## Storia
L'Olandese Smoushond Club (Smoushondenclub) venne costituito nel 1905 per documentare e registrare il cane come razza pura, visto che era in pericolo di estinzione. Le sue origini possono essere individuate nell'antenato della razza schnauzer, dato il colore giallo. Il nome si riferisce al pelo ispido e al volto, come quello degli ebrei (chiamati smouzen nel 1800) che portavano barba e capelli lunghi. Essi furono chiamati "olandesi" per evitare confusione con il simile griffon belga. Durante la seconda guerra mondiale, la razza rischiò la scomparsa. Nel 1973, alcuni allevatori cominciarono a ricostruire la razza con i pochi esemplari rimasti, la maggior parte dei quali erano stati incrociati con altre razze. Gran parte della ricostruzione è stata realizzata con l'impiego di Border Terrier.
Vi sono riferimenti illustrati della razza nel libro Dogs dell'artista olandese Rien Poortvlietdel 1996.

## Riconoscimento
Sebbene popolare nei Paesi Bassi, la razza non è molto conosciuta nel resto del mondo. Essa è stata riconosciuta nel 2001 dalla Fédération cynologique internationale e posto nel Gruppo 2, Sezione 1, Pinscher e Schnauzer. Tra i principali club canini nel mondo di lingua inglese, è riconosciuta solo dalla  United Kennel Club negli Stati Uniti (nel gruppo dei terrier). Può anche essere trovato negli elenchi di un vasto numero di siti internet come cane di razza rara.